# Farmington, New Hampshire
Farmington är en kommun (town) i Strafford County i delstaten New Hampshire, USA med 6 786 invånare (2010). 

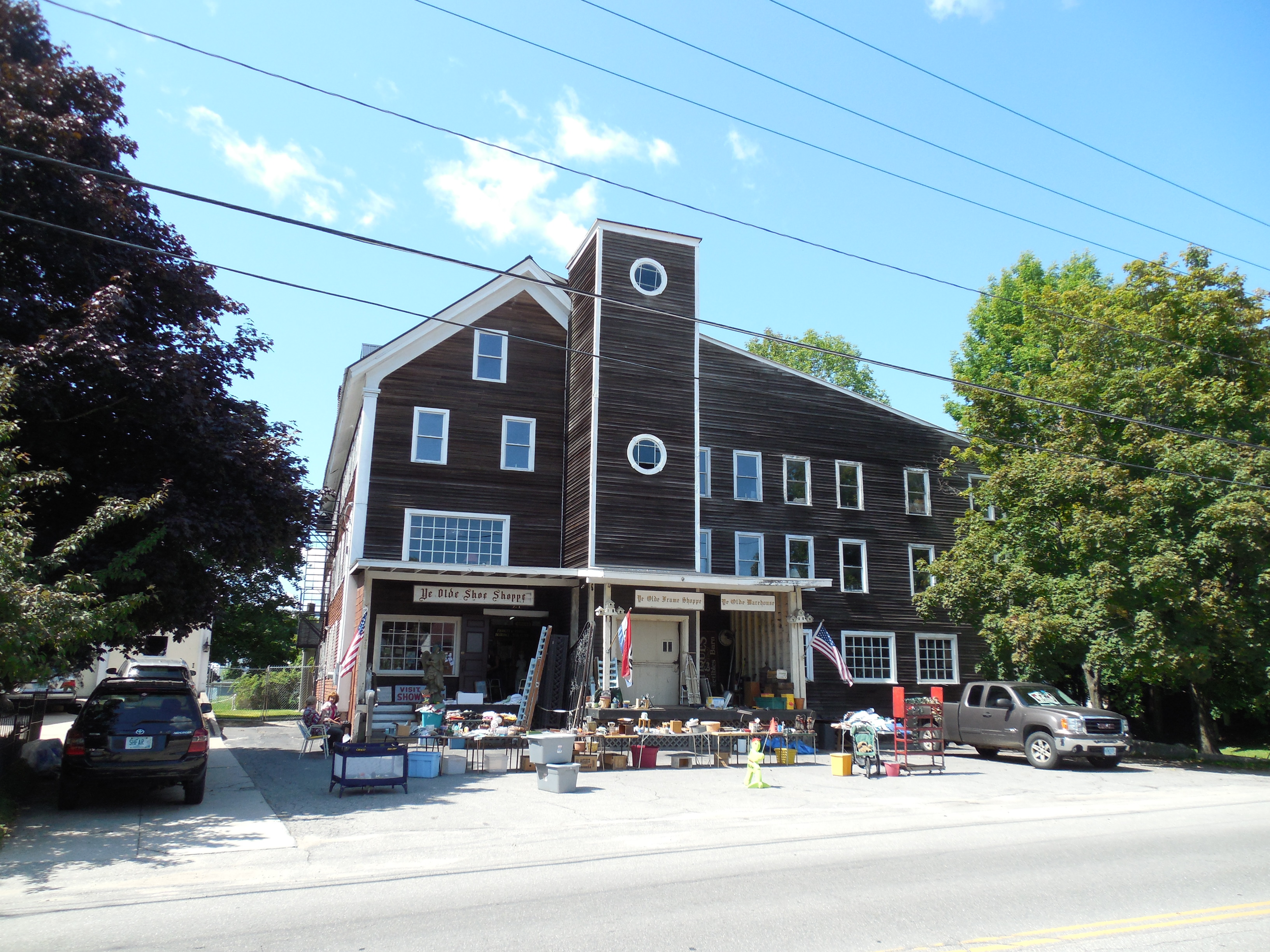